# Francisco Ibáñez Talavera
Francisco Ibáñez Talavera   (Barcelona, 15 de març de 1936 - Barcelona, 15 de juliol de 2023) fou un prolífic autor de còmics català. Fou el creador de gran quantitat de sèries humorístiques, com Mortadel·lo i Filemó. A Espanya moltes de les seves sèries es perceben encara com una icona essencial de la vida de diverses generacions i molts altres dibuixants posteriors de còmic reconeixen la seva enorme influència.
Els seus àlbums han aconseguit vendre més de 150 milions d'exemplars, un fenomen comercial que rivalitza amb els grans èxits de mercats consolidats com el japonès. Així, Ibáñez s'ha convertit en un dels autors més importants de la història del còmic i en l'autor català que ha aconseguit vendre més exemplars de les seves obres.

## Biografia
Francisco Ibáñez va néixer a Barcelona, quatre mesos abans de l'esclat de la Guerra Civil, en una família de classe treballadora, fill de pare alacantí i mare andalusa. Després d'estudiar a les Escoles Guimerà, va treballar en el Banco Nacional de Credito mentre publicava els seus primers dibuixos, fins que, el 1957, va decidir dedicar-se per complet al còmic i va entrar a formar part de la plantilla de l'editorial Bruguera, de la que se'n convertiria en un dels autors clau.
El 1958 apareix la primera entrega de Mortadel·lo i Filemó a la revista Pulgarcito. Des de llavors i durant la dècada dels 60 Ibáñez va crear alguns dels seus millors personatges per a diferents revistes de l'editorial: La familia Trapisonda (Pulgarcito núm. 1418, 7 de juliol de 1958), 13, Rue del Percebe (Tío Vivo, 1961), El botones Sacarino (DDT, 1963), Rompetechos (Tío Vivo, 1964) i Pepe Gotera y Otilio (Tío Vivo, 1966).
Durant la dècada dels 60 Ibáñez esdevé l'autor més popular i prolífic de l'editorial Bruguera, mostra d'això és el fet que a partir dels anys 70 la capçalera estrella de la casa serà la revista Mortadelo, mentre que a la resta de revistes el personatge de portada serà un d'Ibáñez, com El botones Sacarino o Pepe Gotera y Otilio. En aquesta època Ibáñez arribaria a dibuixar i guionitzar més de 20 pàgines setmanals. Inclús malgrat aquest esforç, l'editorial demandava més pàgines dels seus personatges, sobretot Mortadel·lo i Filemó, així que, a desgrat del mateix Ibáñez, la direcció de Bruguera va contractar nous dibuixants perquè feren historietes apòcrifes de les seues creacions, que ell mai va signar. Malgrat això, Ibáñez va continuar escrivint les històries llargues de Mortadel·lo i Filemó (aquelles més rendibles per a Bruguera, ja que es venien a Espanya, però també al mercat estranger) fins que va abandonar l'editorial, poc abans que fes fallida.
El 1985 Ibáñez va abandonar l'editorial Bruguera i va començar a treballar per a Grijalbo. Bruguera s'havia quedat amb els drets dels seus personatges, de manera que l'Ibáñez va haver de crear nous personatges per a la revista Guai!: així van néixer Chicha, Tato y Clodoveo, de profesión sin empleo i 7, Rebolling Street.
El 1988 arriba a un acord amb Edicions B, empresa "hereva" dels drets de Bruguera, quebrada en 1986, i des de llavors segueix realitzant historietes dels seus personatges. Per a aquesta nova etapa va anar afegint als còmics, progressivament, elements d'actualitat o de modes de l'època, aconseguint mantenir l'èxit de públic. Des de llavors realitza 6 nous àlbums de Mortadel·lo i Filemó per any, a més d'escriure puntualment noves pàgines de dues de les seues sèries preferides: Rompetechos i 13, Rue del Percebe.
El 1994 va rebre el Gran Premi del Saló del Còmic de Barcelona pel conjunt de la seva obra i el 2001 se li atorgà la Medalla d'Or al Mèrit en les Belles Arts.
Fins a l'any 2014 vivia a Lliçà d'Amunt, al barri de Can Salgot.
Una part dels còmics originals de la seva etapa a l'Editorial Bruguera es van cedir a l'Ajuntmament de Parets del Vallès, juntament amb la masia Can Cot amb la condició de crear el museu del còmic i exhibir-los, actualment aquests còmics estan emmagatzemats en unes dependències municipals, la resta van desaparèixer durant la venda de la impremta que tenia el Grupo Z Grupo Zeta al mateix municipi, on hi havia l'arxiu de l' 
Editorial Bruguera.
Després de la seva mort, l'Ajuntament de Barcelona li va retre un homenatge pòstum instal·lant uns semàfors amb les siluetes dels seus personatges més coneguts, Mortadel·lo i Filemó.

## Caricaturitzat a la seva obra
El mateix Ibáñez es va caricaturitzar nombroses vegades en les seves historietes, arribant a ser un personatge principal en algunes, com si fos un personatge més.
Era habitual que es rigués d'ell mateix, presentant-se com un individu envanit que cobra molts diners per dibuixar i també (això potser més proper a la realitat) que treballa moltíssim, encara que els seus propis personatges feien burla de la seva capacitat per a dibuixar bé. També era habitual, en els seus temps en l'Editorial Bruguera que, en nombrosos especials, la redacció fos caricaturitzada i els treballadors i dibuixants més coneguts exercissin de personatges en una trama historietística.
En alguna de les historietes més recordades on es parodiava la redacció, Ibáñez també feia acudits sobre l'avançada edat dels seus companys dibuixants. De fet, per l'estima i compenetració que tenia amb aquests dibuixants, com Raf i Escobar, s'han d'entendre aquests acudits, no com una broma, sinó com un homenatge als seus amics. De fet, els últims anys, amb la desaparició dels seus companys historietistes, el mateix Ibáñez es va caricaturitzar i va fer acudits a les seves historietes sobre la seva pròpia edat.

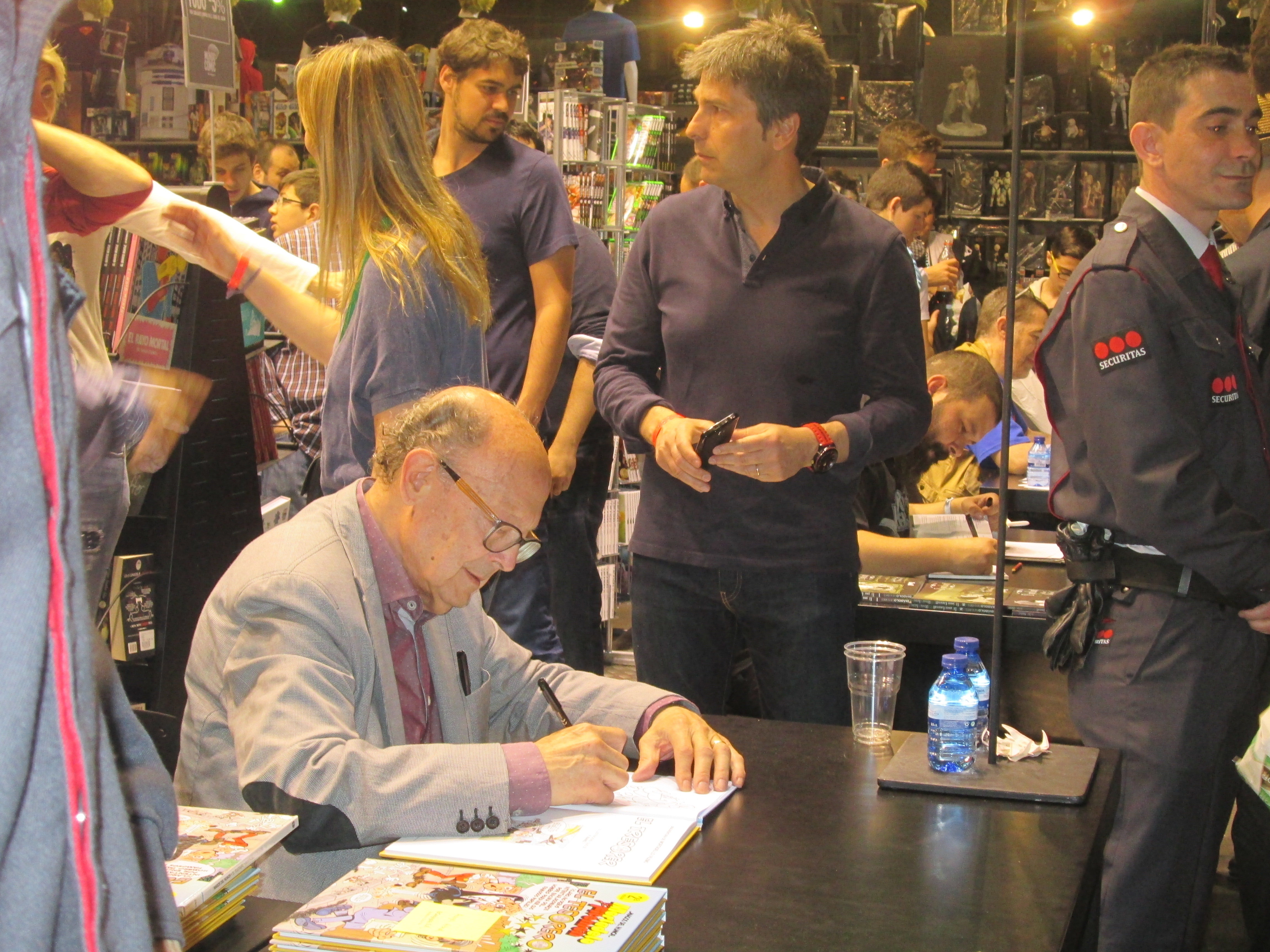
Francisco Ibáñez signant còmics al Saló Internacional del Còmic de 2015

## Obra

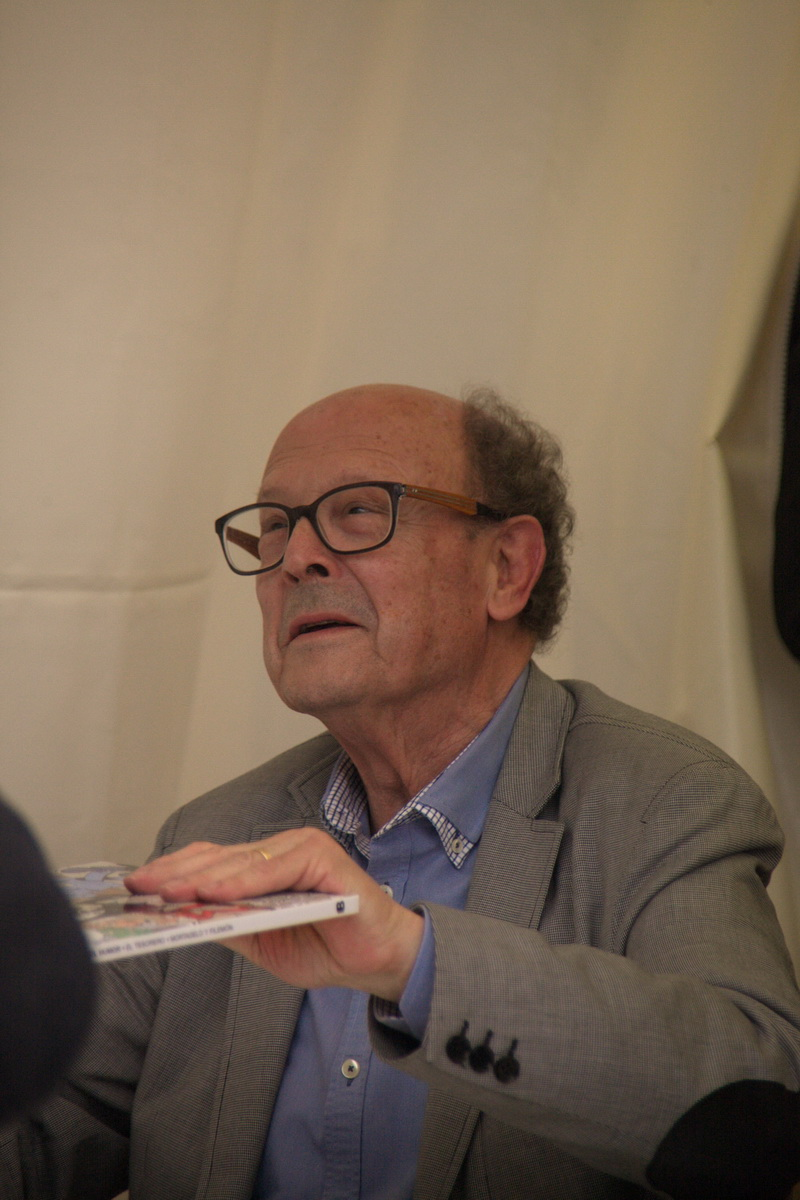
Francisco Ibáñez durant la Diada de Sant Jordi de 2015.

- Kokolo, editorial Marco (1952-1958)
- Melenas, editorial Marco (1954)
- Don Usura, editorial Marco (1955)
- Haciendo el indio, editorial Marco (1955)
- Dreson, editorial Nueva (1955)
- La família Repollino, editorial Marco (1956)
- Curiosidades y rarezas de todo el mundo, editorial Marco (1956)
- Pepe Roña, editorial Gestión (1957)
- El caballero Buscabollos, editorial Gestión (1957)
- El tío Tranca, editorial Gestión (1957)
- Loony, editorial Gestión (1957)
- Furgensio, editorial Marco (1957)
- Pie Sucio, editorial Marco (1957)
- Don Adelfo, editorial Bruguera (1958)
- Ellas y... editorial Bruguera (1958)
- Mortadel·lo i Filemó, agència d'informació, (els més dibuixats i coneguts), editorial Bruguera (1958)
- La familia Trapisonda, un grupito que es la monda, editorial Bruguera (1958)
- Felisa y Colás, editorial Bruguera (1958)
- La Historia esa, vista por Hollywood, editorial Bruguera (1959)
- Increíble pero mentira, editorial Bruguera (1960)
- Claro que... editorial Bruguera (1960)
- Ríase..., editorial Bruguera (1960)
- El escudero Bartolo o ¡qué calor hace, Manolo!. Sense editorial (1960-1962)
- Ande, ríase usté con el arca de Noé, editorial Bruguera (1961)
- 13, Rue del Percebe, editorial Bruguera (1961)
- Godofredo y Pascualino viven del deporte fino, editorial Bruguera (1961)
- Polito, tipo duro, editorial Bruguera (1961)
- Cabeza de Ajo, el penúltimo navajo, editorial Bruguera (1962)
- Kitín, el amigo de los niños, editorial Bruguera (1962)
- Balín y Balón, editorial Bruguera (1962)
- Increíble pero mentira (1961)
- El botones Sacarino, de El Aullido Vespertino, editorial Bruguera (1963)
- Jo, editorial Bruguera (1963)
- Rompetechos, editorial Bruguera (1964)
- Uhu y el niño Prudencio, editorial Bruguera (1964)
- Don Pedrito que está como nunca, editorial Bruguera (1965)
- El Doctor Esparadrapo y su ayudante Gazapo, editorial Bruguera (1965)
- El Sherif de Porra City, editorial Bruguera (1965)
- Policarpo, editorial Bruguera (1965)
- Pepe Gotera y Otilio, chapuzas a domicilio, editorial Bruguera (1966)
- Pepsi-Cola presenta a Pepsiman, editorial Bruguera (1966)
- Doña Pura y Doña Pera, vecinas de la escalera, editorial Bruguera (1966)
- Kina San Clemente presenta Kinito, editorial Bruguera (1966)
- Tete Cohete, editorial Bruguera (1983)
- Chicha, Tato y Clodoveo, de profesión sin empleo, editorial Gribaljo (1986)
- 7, Rebolling Street, editorial Gribaljo (1986)
- Doña Pura y Doña Pera, vecinas de la escalera
- La historia esa vista por Hollywood (sèrie creada per Vázquez i continuada per ell)

### Personatges poc coneguts
Molts personatges d'Ibáñez varen tindre una vida efímera. Alguns varen aparèixer només ocassionalment o bé a publicacions de poca circulació. Entre aquests cal mencionar:
- Felisa y Colás (1958)[9]
- Don Adelfo (1958)[10]
- Polito, tipo duro (1961)
- Balín y Balón (1961)[11]
- El escudero Bartolo o ¡que calor hace, Manolo! (1961)
- Cabeza de Ajo, el penúltimo Navajo (1962)[12]
- Policarpo (1965)
- El sheriff de Porra City (1966)
- Remigio Capirote, geniecillo con bigote (?)

### Personatges publicitaris
- Kinito, mascota de la Kina San Clemente
- Don Pedrito que está como nunca, mascota del cognac FUNDADOR
- Pepsi Man
- Uhu y el niño Prudencio